# The 100 Mile Challenge
The 100 Mile Challenge es un reality show canadiense, producido por Paperny Entertainment y transmitido por el canal de televisión Food Network. La serie sigue la vida y los hábitos alimenticios de las seis familias que viven en Mission (Columbia Británica) que durante un período de 100 días, aceptaron sólo consumir alimentos y bebidas que han sido cultivados, criados y producidos en ese lugar.
El éxito de la serie también ha inspirado a otras comunidades en Canadá para organizar retos similares.

## Episodios
- Originales (en inglés)
  - Episodio 1 — Día 1: The Purge
  - Episodio 2 — Días 4 a 22: Back to Basics
  - Episodio 3 — Días 25 a 40: New Rules
  - Episodio 4 — Días 50 a 69: Half Way There
  - Episodio 5 — Días 75 a 95: Pushing Limits
  - Episodio 6 — Días 99 y 100: Final Stretch

- Doblados (en español)
  - Episodio 1 — Día 1: La Purga
  - Episodio 2 — Días 4 a 22: De vuelta a lo esencial
  - Episodio 3 — Días 25 a 40: Nuevas reglas
  - Episodio 4 — Días 50 a 69: A mitad de camino
  - Episodio 5 — Días 75 a 95: Algunos límites
  - Episodio 6 — Días 99 y 100: Recta final